# 버디 (잡지)
버디(Buddy)는 현실문화연구가 발행한 동성애자를 대상으로 하는 대한민국의 잡지이다. 1998년 2월 20일에 창간호를 발간하였으며, 대한민국에서 동성애자 전문 잡지로는 최초로 등록된 출판사를 통해 정식 출판하여 전국의 서점으로 배포되었다.
버디는 PC통신의 동성애자 단체에 활동하는 사람들이 모여 1997년 가을부터 준비하여 발행하였으며, 해당 단체 중 하나인 또 하나의 사랑의 시솝 출신 한채윤이 편집인과 발행인으로 참여하였다. 한채윤은 동아일보와의 인터뷰에서 "동성애자들이 정보와 고민을 함께 나누기를 바라는 마음"으로 잡지를 창간하였다고 밝혔다. 제목인 버디는 이성애자가 보기에 동성애자는 그저 "매우 친한 친구 사이"일 것이며, 동성 간의 특별한 친밀감과 평등한 사랑 관계를 대변하는 말이다.
잡지는 성소수자 전반의 정보, 문화, 라이프스타일을 다루었다. "동성애자와 이성애자가 함께 보는 재미있는 책"(제8호~제15호), "섹슈얼리티 문화 계간지 - 인간에 대한 이해를 깊게 해 주는 잡지"(제16호~제24호)라는 캐치프레이즈로 동성애를 비롯하여 양성애, 트랜스젠더와 같은 다양한 성소수자 의제를 적극적으로 다루었다. 김현구(현 한국에이즈퇴치연맹 동성애자에이즈예방센터 소장)가 편집위원으로 활동하였으며, 이송희일이 주기적으로 글을 기고하였다. 2000년 당시 동성애자로 커밍아웃한 탤런트 홍석천이 같은 해 가을 출간한 제18호의 표지 모델로 등장하여 인터뷰를 나누기도 하였다.
월간지로 시작된 버디는 계간지, 연간지로 발매 주기가 종종 변경되었고, 재정난을 이유로 창간 6주년을 앞둔 2003년 12월 제24호로 종간하였다. 이후 2004년 4월 12일 이버디(eBUDDY)라는 제목의 웹진 형태로 전환되었다.